# Suore missionarie di Nostra Signora della Vittoria
Le Suore Missionarie di Nostra Signora della Vittoria (in inglese Missionary Sisters of Our Lady of Victory; sigla O.L.V.M.) sono un istituto religioso femminile di diritto pontificio.

## Storia
La congregazione fu fondata nel 1922 a Chicago dal sacerdote John Joseph Sigstein per l'apostolato tra i messicani del sud e del sud-ovest degli Stati Uniti d'America.
John Francis Noll, parroco a Huntington, nell'Indiana, invitò il fondatore e le prime sue due collaboratrici a stabilirsi presso di sé e finanziò la costruzione della casa-madre e del noviziato: in onore della titolare della congregazione, Nostra Signora della Vittoria, e del benefattore dell'opera, la sede prese il nome di "Victory Noll".
Eletto vescovo di Fort Wayne, Noll eresse canonicamente la comunità in congregazione religiosa di diritto diocesano il 20 dicembre 1930; l'istituto ricevette il pontificio decreto di lode il 29 luglio 1956 e le sue costituzioni ottennero l'approvazione definitiva il 31 dicembre 1966.

## Attività e diffusione
Le suore si dedicano all'insegnamento della religione, alle opere sociali e alla cura dei malati; non possono possedere scuole o cliniche e prestano servizio presso istituzioni parrocchiali o diocesane.
La sede generalizia è a Huntington, nell'Indiana.
Alla fine del 2015 l'istituto contava 61 religiose in 15 case.